# Pyrgocythara urceolata
Pyrgocythara urceolata é uma espécie de gastrópode do gênero Pyrgocythara, pertencente a família Mangeliidae.